# Carlos Santamaría Ansa
Carlos Santamaría Ansa (n. San Sebastián 25 de diciembre de 1909 - f. San Sebastián 30 de diciembre de 1997) fue un matemático y humanista español impulsor de la Universidad en Guipúzcoa, director  del observatorio meteorológico de Igueldo y Consejero de Educación en el Consejo General Vasco de 1978.
Desde el punto de vista humanístico destacó su interés por la promoción del euskera en ámbitos científicos y su participación en grupos católicos y pacifistas europeos.
La biblioteca central de la Universidad del País Vasco en San Sebastián lleva su nombre.

## Biografía y trayectoria profesional
En 1930 obtuvo el título de Licenciado en Ciencias Exactas por la Universidad de Madrid.
En 1934 defendió su tesis doctoral  realizada bajo la dirección de Julio Rey Pastor.
Fue uno de los principales impulsores de la creación   del Centro de Estudios Científicos de San Sebastián , entidad fundada en 1932 bajo el patrocinio de la Sociedad de Estudios Vascos y que tenía por objeto ser el embrión originario de una Facultad de Ciencias a crear en el seno de una futura  Universidad Vasca.
Formó parte de la comisión operativa de la Universidad de Guipúzcoa en 1964, cuatro años más tarde se inauguró la Facultad de Derecho en San Sebastián y en 1967 también encabezó la comisión para la creación de la Escuela de Petroquímica de San Sebastián.
Participó activamente en el establecimiento de otros centros de enseñanza superior en San Sebastián como el Centro de Estudios Superiores y la Escuela Superior de Técnicos de Empresa, que fue el germen del campus guipuzcoano de la Universidad de Deusto.
Ejerció funciones de director de las revistas científicas publicadas por el Centro de Estudios Científicos entre diciembre de 1932 y marzo de 1936 y que vieron la luz bajo los siguientes títulos: Revista del Centro de Estudios Científicos (Sección de Matemáticas), Revista del Centro de Estudios Científicos (Sección de Física y Química) y Revista del Centro de Estudios Científicos.
Fue una persona polifacética participando en actividades relacionadas con desarrollo del euskera en el ámbito educativo  y la cultura vasca así como con el catolicismo y el pacifismo.
En éste sentido organizó en 1946  las denominadas “Conversaciones Católicas Internacionales”, que se siguieron celebrando durante varios años  dándose cita en la misma intelectuales católicos como José Luis López Aranguren o Joaquín Ruiz Jiménez.
En 1950 fue nombrado secretario general del movimiento pacifista cristiano, con sede en París, Pax Christi.
Fue autor de varios libros en su línea de pensamiento, así como de numerosos artículos y ensayos en El Diario Vasco, Ya, La Croix, La Voz de España y la revista El Ciervo, entre otros.
En 1978 fue  nombrado  consejero de Educación del Consejo General Vasco.

## Reconocimientos
A lo largo de su trayectoria recibió numerosas distinciones, entre las que cabe destacar la Legión de Honor del Gobierno Francés, el nombramiento de doctor honoris causa por la Universidad del País Vasco, el “Premio Manuel Lekuona” de la Sociedad de Estudios Vascos, así como de la Medalla de Plata de la Ciudad de San Sebastián y de la Medalla de Oro de la Diputación Foral de Guipúzcoa.
La universidad del País Vasco dedicó su nombre a la biblioteca central del campus de Guipúzcoa y la Real Academia de la Lengua Vasca le nombró académico de honor en 1993.